# KiFF

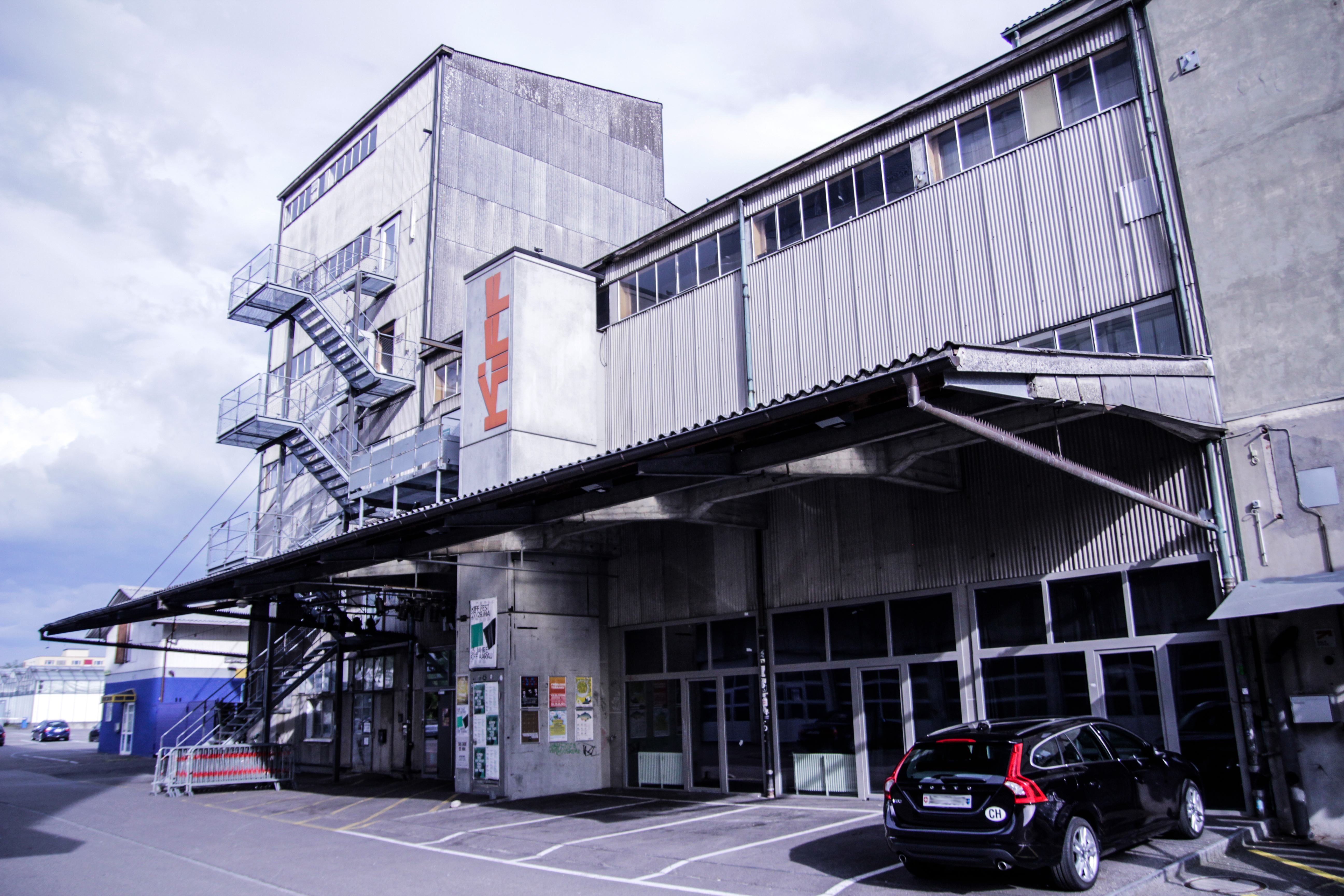
KiFF Kultur in der Futterfabrik

Das KiFF (Akronym für «Kultur in der Futterfabrik») ist ein Veranstaltungsort in Aarau, dem Hauptort des Kantons Aargau. Er befindet sich in den Räumlichkeiten der ehemaligen Kunath-Futtermittelfabrik im Telli-Quartier und gehört zu den führenden Auftrittsorten in der Schweiz. Das KiFF wird von einem Verein geführt, der von der Stadt und dem Kanton finanzielle Unterstützung erhält. Nach der Vereinsgründung im Juni 1988 und dem Umbau des Fabrikgebäudes nahm das Kulturzentrum im August 1990 seinen Betrieb auf. Geplant ist zurzeit ein Neubau namens KiFF 2.0 auf einer Parzelle unmittelbar südlich davon.

## Beschreibung
Das Kulturzentrum KiFF besteht aus einem Hauptsaal für Konzerte, einem Foyer mit Bar und Kleinbühne, einem Club namens Silo mit Lounge und Fumoir sowie dem Figurentheater Fabrikpalast. Geführt wird das Zentrum von der IG KiFF, einem 400 Mitglieder zählenden Verein. Er wird von einem siebenköpfigen ehrenamtlichen Vorstand geleitet; zehn fest angestellte Mitarbeiter koordinieren die tägliche Arbeit. Hinzu kommen rund 120 freiwillige Helfer (Aktivisten genannt) sowie, je nach Bedarf, mehreren in Stundenlohn angestellte Personen in den Bereichen Kasse, Garderobe, Gastronomie und Technik. Finanzielle Unterstützung erhält die Institution vom Aargauer Kuratorium, dem Kanton Aargau, der Stadt Aarau und Privatpersonen.
Im KIFF treten zahlreiche Künstler und Bands verschiedener alternativer Musikrichtungen auf. Zu den bekanntesten internationalen Acts, die im KiFF auftraten, gehören unter anderem Agnostic Front, Bad Company, Beatsteaks, Blumentopf, Cannibal Corpse, Chumbawamba, Die Ärzte, H-Blockx, Fettes Brot, Leningrad Cowboys, Napalm Death, Seeed und Voivod. Ebenso ist ein Auftritt im KiFF oft Tourneebestandteil namhafter Schweizer Interpreten, darunter Baschi, Eluveitie, Lovebugs, Lunik, Patent Ochsner, Sens Unik, Steff la Cheffe, Stiller Has, Stress, Subzonic, The Young Gods und Züri West. Es werden auch Partys, Theateraufführungen, Lesungen und Comedy-Veranstaltungen durchgeführt.

## Geschichte
Fritz Kunath (1897–1938), ein aus Strelitz in Mecklenburg eingewanderter und im Jahr 1932 eingebürgerter Unternehmer, gründete 1926 in der Aarauer Telli eine Geflügelfarm. Daneben handelte er mit Geräten für Geflügelzucht und mit Futtermitteln. 1936 baute er die schweizweit erste Fabrik zur Herstellung von Nutztierfutter und benannte den Betrieb in Kunaths Geflügelfarm und Futterfabrik um. Nach dem Tod des Firmengründers führte die Witwe Käthe Kunath den Betrieb bis 1971 weiter. Im selben Jahr wurde die Firma in Kunath Futter AG umbenannt. Diese verlegte die Produktion im Jahr 1988 nach Burgdorf.
Ende der 1980er Jahre bestand in Aarau ein grosses Bedürfnis nach kulturellen Freiräumen. Der damalige Firmeninhaber Georg Kunath machte der Theatergruppe Theaterunser (heute Theater Marie) den Vorschlag, ihr die frei werdende Fabrik zu überlassen. Verschiedene andere Akteure der alternativen Kulturszene waren ebenfalls interessiert, zumal sich die kleineren Räume als Ateliers eigneten. Nach der Unterzeichnung eines Mietvertrags gründete sich am 22. Juni 1988 der Verein «KiFF – Interessengemeinschaft Kultur in der Futterfabrik». Daraufhin bauten zahlreiche ehrenamtliche Helfer das Fabrikgebäude in ein Kulturzentrum um. Das Budget von knapp einer halben Million Franken setzte sich unter anderem aus Beiträgen von Stadt und Kanton sowie einem Darlehen des Eigentümers zusammen. Die Eröffnung erfolgte am 17. August 1990 mit einer Theatercollage.
In den Anfangsjahren nutzten Theaterproduktionen und Musikveranstaltungen das KiFF ungefähr gleich häufig. Letztere legten allmählich an Bedeutung zu. So gelang es beispielsweise 1994, ein Konzert der deutschen Punkband Die Ärzte zu organisieren, das wegen Platzmangels in der Bärenmattehalle in Suhr durchgeführt werden musste. Nach zehn Jahren löste sich die Theatergruppe auf und bezog das Theater Tuchlaube in der Altstadt. 1994 wurde im hinteren Teil des Gebäudes eine Bar eröffnet. Dort brach im Frühjahr 1999 ein Schwelbrand aus, der auch im übrigen Gebäude Schäden anrichtete. Der daraufhin durchgeführte Umbau kostete 1,4 Millionen Franken und war im Mai 2001 abgeschlossen, ohne dass der Veranstaltungsbetrieb hätte unterbrochen werden müssen. Nach dem Umbau (hinzugekommen waren ein Restaurant und ein Clublokal) diversifizierte der Verein das musikalische Angebot, verbunden mit einer zunehmenden Professionalisierung.
Einige Jahre lang verschlechterte sich die finanzielle Situation zusehends, da die gestiegene Anspruchshaltung der Besucher immer höhere Kosten verursachte. Die Wende gelang 2007 mit der Installation einer zweiten Bühne im Foyer. Damit konnten zwei Veranstaltungen parallel durchgeführt und unterschiedliche Zielgruppen angesprochen werden. Die Besucherzahlen begannen markant anzusteigen und ab 2008 konnte der Verein ein ausgegliches Finanzergebnis präsentieren. 2009 erklärte der Kanton Aargau das KiFF zu einem «kulturellen Leuchtturm», was mit zusätzlicher finanzieller Förderung verbunden war. Dem Verein war es dadurch möglich, die mit dem Umbau angehäuften Schulden abzubezahlen. Im Mai 2016 zog die Feier zum 25-jährigen Jubiläum über 6000 Besucher an.

## KiFF 2.0
Im Dezember 2017 stellte der Verein ein Neubauprojekt namens KiFF 2.0 vor. Nach fast drei Jahrzehnte dauernder Nutzung ist die Futterfabrik baufällig geworden. Insbesondere genügen die sicherheits- und produktionstechnischen Begebenheiten den heutigen Anforderungen für Konzerte nicht mehr. Eine Sanierung des bestehenden Gebäudes lohnt sich finanziell nicht, weshalb unmittelbar südlich davon ein Neubau geplant ist, wofür Georg Kunath eine Parzelle zur Verfügung stellt. Vorgesehen sind zwei modulare Konzertsäle für 300 und maximal 1000 Zuschauer, was es ermöglichen würde, attraktivere Künstler und Musiker zu engagieren und dadurch das Einnahmepotenzial zu verbessern. Ebenso soll die Gastronomie ausgebaut werden. Im Februar 2019 begann der Architektenwettbewerb; Baustart wird im Sommer 2024 sein.